# Elaninae
De Elaninae (grijze wouwen en verwanten) vormen een onderfamilie van havikachtigen (Accipitridae).Volges Mindell et al 2018 kunnen drie geslachten hiertoe worden gerekend.  Het zijn diverse kleine, betrekkelijk slanke roofvogels met lange, puntige vleugels. 
- Geslacht Chelictinia
- Geslacht Elanus
- Geslacht Gampsonyx

Echte haviken en sperwers (Accipitrinae) · Gieren van de Oude Wereld (Aegypiinae) · Echte arenden (Aquilinae) · Buizerdachtigen (Buteoninae) · Slangenarenden (Circaetinae) · Kiekendieven (Circinae) · Grijze wouwen en verwanten (Elaninae) · Gieren van de Oude Wereld (Gypaetinae) · Tandwouw en verwanten (Harpaginae) · Harpij-achtigen (Harpiinae) · Grijskophavik en verwanten (Lophospizinae) · Zanghaviken (Melieraxinae) · Wespendieven en verwanten (Perninae)